# Lipidoma

O lipidoma em conexão com o interactoma total duma célula.

O lipidoma quantitativo (ao nível de classes de lípidos) da levedura Saccharomyces cerevisiae em diferentes fases do crescimento.

O lipidoma refere-se ao conjunto dos diferentes tipos de lípidos das células. Os lípidos são um dos quatro principais componentes dos organismos biológicos, juntamente com as proteínas, açúcares e ácidos nucleicos. Lipidoma é um termo cunhado no contexto das ciências ómicas da biologia moderna, dentro do campo da lipidómica. Pode ser estudado usando espectrometria de massas e bioinformática assim como métodos de laboratório tradicionais. O lipidoma duma célula pode ser subdividido em lipidoma de membrana e lipidoma mediador.
O primeiro lipidoma duma célula que se publicou foi o do macrófago dum rato em 2010. O lipidoma da levedura Saccharomyces cerevisiae foi também caracterizado com uma cobertura estimada em 95%; e estão a ser feitos estudos sobre o lipidoma humano. Por exemplo, o lipidoma do plasma humano é composto por cerca de 600 espécies moleculares diferentes de lípidos. As investigações levadas a cabo sugerem que o lipidoma dum indivíduo pode indicar os risco de cancro associados com as gorduras da dieta, especialmente no cancro da mama.